# Оглавление

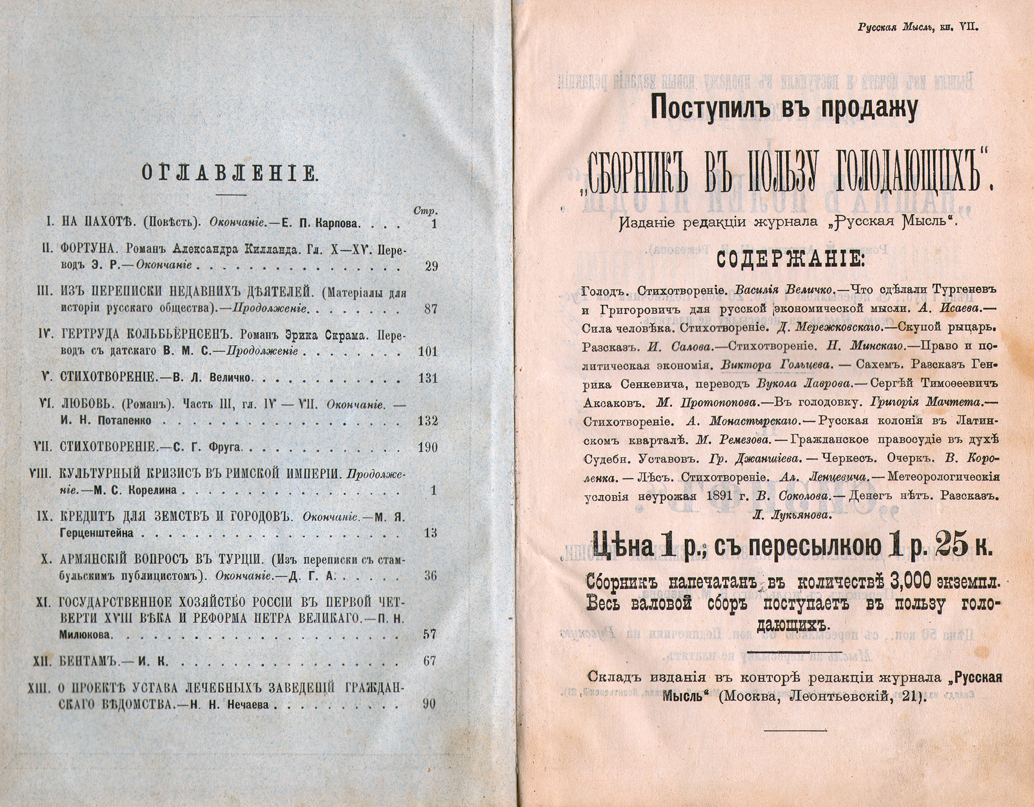
Оглавление

Оглавле́ние — указатель названий издания, отражающий рубрикацию произведения и ускоряющий поиск частей издания. Он обеспечивает последовательный список частей, разделов, глав, параграфов и т.д.
В оглавлении произведения, разбитого на части, разделы, подразделы, главы, подглавы, параграфы, подпараграфы, примечания и т. п., устанавливающие соподчиненность отдельных частей произведения, последовательно приводятся наименования частей, разделов, глав, параграфов в полном объёме, так, как они даны в тексте, и указываются страницы, на которых начинается рубрика. Рубрики последней ступени — подзаголовки, взятые в тексте рукописи в подбор, — в оглавлении могут не приводиться. Взаимоподчиненность частей произведения в оглавлении передают средствами полиграфического оформления: выделением в красную строку, шрифтами и набором рубрик с отступом от левого края полосы.

## Отличия оглавления от содержания
Содержание предназначено для указания частей сборника из нескольких произведений, например, в сборнике статей коллектива авторов будет содержание.
Оглавление же содержит части, главы одного произведения, например, учебника, учебного пособия или монографии.

## Первое появление оглавления
Самое первое появление оглавления содержатся в латинской работе «Естественная история» (лат. Naturalis historia) (опубликована примерно в 77 году нашей эры). Однако широкое распространение оглавления в книгах получило лишь в середине XVI века.